# Ossian Edmund Borg
Pour les articles homonymes, voir Borg.
 (août 2020).
Le contenu est difficilement compréhensible vu les erreurs de traduction, qui sont peut-être dues à l'utilisation d'un logiciel de traduction automatique.
Ossian Edmund Borg, né le 6 août 1812 à Stockholm et mort le 10 avril 1892 à Stockholm, est un professeur suédois et directeur de l'école Institut des sourds et des aveugles de Manille.

## Biographie
Ossian est né le 6 aout 1812 et son père est Pär Aron Borg, le fondateur et le directeur de l'école Institut des sourds et des aveugles de Manille. En 1832, il entre à l'Université d'Uppsala, sur le domaine médical. Ses études ont été interrompues en raison de la mort de son père en 1839. Il est immédiatement nommé directeur de l'école Institut des sourds et des aveugles de Manille. Le 3 mai 1868, Ossian fonde l'Association des sourds de Stockholm avec Josef Albert Soult Berg et Fritjof Carlbom.
Avec l'artiste Albert Berg et le professeur sourd Fritjof Carlbom, Borg fonde la Dövstumföreningen/Stockholms Dövas Förening le 3 mai 1868. Il prend sa retraite en 1875, mais continue d'apporter son aide à l'école normale qu'il a fondée à Manille et de donner des cours particuliers de langue des signes. Borg est enterré au cimetière du Nord de Solna, près de Stockholm. 

### Vie privée
Il est marié avec Anna Sofia Karolina Sadelin.